# Allison Miller (actrice)
Pour les articles homonymes, voir Allison Miller et Miller.
Ne doit pas être confondu avec Alison Miller (mathématicienne).
Allison Miller est une actrice américano-italienne née le 2 septembre 1985 à Rome, Italie.

## Biographie
Allison Miller est née le 2 septembre 1985 à Rome, Italie. Ses parents sont Margo et John Winn Miller.

### Vie privée
Elle a été mariée à Adam Nee de 2012 à 2019.

## Filmographie

### Cinéma

#### Longs métrages
- 2007 : Take de Charles Oliver : la vendeuse au magasin de chaussures
- 2009 : 17 ans encore (17 Again) de Burr Steers : Scarlett jeune
- 2009 : Blood : The Last Vampire de Chris Nahon : Alice Mckee
- 2014 : The Baby (Devil's Due) de Matt Bettinelli-Olpin et Tyler Gillett : Samantha McCall
- 2014 : Retour à Woodstock (There's Always Woodstock) de Rita Merson : Catherine Brown
- 2020 : About Us de Stefan Schwartz : Claudia Newman

#### Courts métrages
- 2006 : Lucy's Piano de Lynn Hamilton : Lucy
- 2015 : Relationship Goals de Nic Stanich : Britney
- 2015 : Ghosting de Kim Sherman : Holly
- 2017 : Press Start d'Evan Beamer : Michelle
- 2020 : Growth d'elle-même : la femme (également scénariste)

### Télévision

#### Séries télévisées
- 2006 : Hôpital central (General Hospital) : Tracy, jeune
- 2006 : Cold Case : Affaires classées (Cold Case) : Violet Polley, 1928 - 1929
- 2006 : Les Experts : Manhattan (CSI: NY) : Carensa Saint-Sanders
- 2006 : Desperate Housewives : Tanya
- 2006 : Mind of Mencia : une fille
- 2007 - 2008 : Boston Justice : Marlena Hoffman
- 2009 : Kings : Michelle Benjamin
- 2011 : Terra Nova : Skye
- 2012 : Private Practice : Denise
- 2012 : FCU : Fact Checkers Unit : Becky
- 2012 - 2013 : Go On : Carrie
- 2014 : Bad Teacher : Janet
- 2014 : Selfie : Julia Howser
- 2016 : Incorporated : Laura
- 2018 : 13 Reasons Why : Sonya
- 2018 - 2022 : A Million Little Things : Maggie Bloom
- 2025 : New York, police judiciaire : Melinda Chapman (saison 24, épisode 17)

#### Téléfilms
- 2010 : Betwixt d'Elizabeth Chandler : Celine Halstead
- 2020 : Psych 2: Lassie Come Home de Steve Franks (en) : la directrice du restaurant